# Branson Airport

i7
i11
i13
Der Branson Airport (IATA-Code BKG, ICAO-Code KBBG) ist ein US-amerikanischer Flughafen bei Branson, Missouri, der für (in einer ersten Ausbaustufe) 500.000 Fluggäste im Jahr ausgelegt ist.

## Geschichte
Der Flughafen liegt im Südwesten des Bundesstaats Missouri. Der Spatenstich für den im Mai 2009 eröffneten Flughafen erfolgte 2007. Er ist Amerikas erster privat erbauter und betriebener Flughafen. Der Bau des Flughafens hat 155 Millionen Dollar gekostet.
Der Flughafen hatte Probleme, genügend Passagiere zu finden. Immer wieder gaben Airlines die Verbindung nach Branson auf. Der kleine Ort konnte – obwohl Zentrum des Tourismus in den Ozarks – nur beschränkt Flugpassagiere anziehen. Und nur ca. eine Fahrstunde entfernt liegt der Flughafen Springfield-Branson. Branson wurde wenige Jahre nach Eröffnung zum Geisterflughafen: 2017 wurden nur 14.285 Passagiere gezählt, 2022 nur noch rund 6000. 2023 und 2024 flog einzig Sun Country Airlines im Sommer regelmäßig den Flughafen an. Im Winter war der kommerzielle Flugbetrieb eingestellt.

## Ausstattung

### Terminal
Der Flughafen besitzt ein Terminal mit vier Gates, welches für 500.000 Reisende jährlich ausgelegt ist. Durch Ausbaustufen kann die Kapazität auf bis zu 1.500.000 Passagiere angehoben werden. Der Einstieg erfolgt über Fluggasttreppen, da das Terminal ebenerdig ist und somit keine Fluggastbrücken besitzt.

### Freizeitbereich
Der Flughafen besitzt neben dem Passagierbereich auch einen Bereich für die private Luftfahrt mit Parkpositionen für kleine Flugzeuge wie die Cessna 172. Es gibt auch einen Hangar.